# Demutualisierung
Eine Demutualisierung ist die Umwandlung der Rechtsform eines Unternehmens in Kundenbesitz, z. B. Versicherungsvereins auf Gegenseitigkeit (VVaG) in eine Aktiengesellschaft. Es gibt die Möglichkeit der Demutualisierung mit Börsengang und der gesponserten Demutualisierung.
Bei einer Demutualisierung mit Börsengang erhalten Mitglieder Anteile an der Aktiengesellschaft als Entschädigung für die Mitgliedschaft.
Bei einer gesponserten Demutualisierung übernimmt ein Investor die neu gegründete Aktiengesellschaft. Entschädigungen für die Mitgliedschaft können dann in Form von verbesserten Versicherungsleistungen oder Zahlungen erfolgen.

## Partielle Demutualisierung
Der VVaG bildet die Obergesellschaft über eine Zwischenholding in Form einer Aktiengesellschaft, welche die Beteiligungen an den operativen Versicherungs-Aktiengesellschaften hält. Die Bestände des VVaG gehen dabei auf die operativen Gesellschaften über.

## Vollständige Demutualisierung
Die vollständige Demutualisierung besteht in der Umwandlung, Verschmelzung oder Übertragung des Vermögens oder der Versicherungsbestände auf eine Aktiengesellschaft.

## Gründe für eine Demutualisierung
- Finanzierungsmöglichkeiten der Aktiengesellschaft
- Konzerngestaltung faktisch problematisch
- keine passive Konzernfähigkeit
- Problem der Unternehmenskultur und Interessenausgleich zwischen Mitgliedern/Versicherungsnehmern und Unternehmensleitern des VVaG